# Casa do Ancião D. Macedo Costa
A Casa do Ancião D. Macedo Costa é uma edificação na cidade de Belém, no estado do Pará, no Brasil. Por sua importância histórico-cultural, O Conjunto Arquitetônico e Paisagístico da Casa do Ancião D. Macedo Costa foi tombado como patrimônio cultural do estado do Pará, pelo Departamento de Patrimônio Histórico Artístico e Cultural do Estado do Pará (DPHAC), em 1984.

## História
O primeiro asilo da cidade de Belém foi fundado em 1902 para abrigar os pedintes em um lugar distante do centro da cidade. Essa medida foi adotada para limpar as ruas de Belém durante a Bélle Époque. A partir de 1920, a crise do ciclo da borracha aumentou o número de pobres e revelou a impossibilidade de proibí-los de estar nas ruas e de manter o funcionamento do então Asilo da Mendicidade.
Algumas décadas depois, a instituição foi convertida na Casa do Ancião Dom Macedo Costa (em uma homenagem ao Bispo paraense) e passou a abrigar idosos. Em 2000, o abrigo teve dificuldades estruturais e administrativas, iniciou uma reforma e alguns idosos foram transferidos. No século XXI, alguns idosos que nela ainda residiam foram realocados e a edificação passou a sediar a Escola de Governo do Estado do Pará.

## Tombamento
O Conjunto Arquitetônico e Paisagístico da Casa do Ancião D. Macedo Costa foi tombado como patrimônio cultural do estado do Pará, pelo DPHAC, em 20 de julho de 1984.